# 美洲鯧鰺
美洲鯧鰺（学名：Trachinotus paitensis），為輻鰭魚綱鱸形目鱸亞目鰺科鯧鰺屬下的一個種，分布於東太平洋美國加州雷东多海滩至祕魯海域，包括加拉巴哥群島，體呈橢圓形且側扁，吻圓鈍，下頷具絨毛狀齒，背鰭、臀鰭軟條呈鐮刀狀，尾鰭叉型，幼魚時體側具有數條深色垂直條紋，成魚體上半部藍灰色，下半部銀色，體長可達51公分，成魚棲息在沿海沙底質海域，成群活動，屬肉食性，以無脊椎動物及魚類為食，可作為食用魚。